# Колатка (Великопольське воєводство)
Колатка (пол. Kołatka) — село в Польщі, у гміні Победзиська Познанського повіту Великопольського воєводства.
Населення — 70 осіб (2011).
У 1975-1998 роках село належало до Познанського воєводства.

## Демографія
Демографічна структура станом на 31 березня 2011 року:
|          | Загалом | Допрацездатний вік | Працездатний вік | Постпрацездатний вік |
| -------- | ------- | ------------------ | ---------------- | -------------------- |
| Чоловіки | 32      | 6                  | 23               | 3                    |
| Жінки    | 38      | 8                  | 22               | 8                    |
| Разом    | 70      | 14                 | 45               | 11                   |